# Freux (Belgique)
Pour les articles homonymes, voir Freux.
Freux (en wallon Freu) est une section de la commune belge de Libramont-Chevigny située en région wallonne dans la province de Luxembourg.
C'était une commune à part entière avant la fusion des communes de 1977.

## Géographie
Le village traversé par le ruisseau de Freux compte de nombreux étangs.

## Évolution démographique
- Source: DGS, 1831 à 1970=recensements population, 1976= habitants au 31 décembre

## Histoire
De 1795 à 1823, Freux fut amputé de Bougnimont, érigé en commune.
Au début du XXe siècle, les frères Auguste et Constant Goffinet, hommes de confiance du roi Léopold II, entretenaient une vaste propriété à Freux. Elle s'étendait sur 2 000 ha en 1931 lorsqu'elle fut héritée par leurs neveux les barons de Fierlant Dormer, qui augmentèrent le domaine jusqu'à 3 000 ha et la possèdent toujours.